# Canadian Championship
De Canadian Championship, bekend als de Amway Canadian Championship is een jaarlijkse bekercompetitie tussen de grootste Canadese voetbalclubs. De winnaar kwalificeert zich voor de CONCACAF Champions League en wint de Voyageurs Cup.
Hoofdsponsor van de competitie is Amway en de organisatie ligt in handen van de Canadian Soccer Association.

## Geschiedenis
Het doel van de start in 2008 was het aanwijzen van een Canadese deelnemer voor de CONCACAF Champions League. Er was immers behalve het bekertoernooi tussen provinciekampioenen geen algemene nationale Canadese competitie en de drie enige professionele ploegen (Toronto FC, Vancouver Whitecaps en Montreal Impact) speelden in de grotendeels Amerikaanse Major League Soccer.
In het eerste jaar 2008 werd tussen mei en juli gestreden tussen Toronto FC, Vancouver Whitecaps en Montreal Impact. Het toernooi bestond uit een hele competitie met thuis- en uitwedstrijden tussen alle teams. Winnaar Montreal Impact kwalificeerde zich voor de Champions League.
Van mei tot en met juni 2009 werd er door dezelfde clubs in hetzelfde format gestreden. Toronto en Vancouver maakten het spannend. De hoofdstedelingen wonnen uiteindelijk op doelsaldo door de laatste wedstrijd tegen Montreal met 6-1 te winnen.
Toronto prolongeerde de titel in 2010 en in 2011. Dat laatste jaar deed FC Edmonton zijn intrede. Sindsdien wordt er om de Voyageurs Cup gestreden volgens het knock-outsysteem.
De Vancouver Whitecaps plaatsten zich elk jaar voor de finale van dit knock-outsysteem, maar wonnen de titel nog nooit. In 2012 werd er verloren van Toronto FC, dat daarmee het vierde kampioenschap (op rij) haalde. In 2013 was Montreal Impact te sterk, dat daarmee zijn tweede titel binnenhaalde.
In 2014 breidde de Canadian Championship zich uit naar vijf teams. Daarmee spelen NASL-clubs FC Edmonton en toenmalig debutant Ottawa Fury FC in de kwartfinale eerst tegen elkaar voor een plaats in de halve finale tegen de titelverdediger.
In 2019 werd de Canadian Premier League (CPL) opgericht, waardoor Canada voor het eerst een eigen professionele voetbalcompetitie had. Het format van het Canadian Championship veranderde daardoor gevoelig. Behalve de drie Canadese MLS-ploegen nemen ook alle ploegen van de CPL mee, met daarnaast de kampioenen van respectievelijk de League1 Ontario en de Première Ligue de soccer du Québec.

## Voyageurs Cup

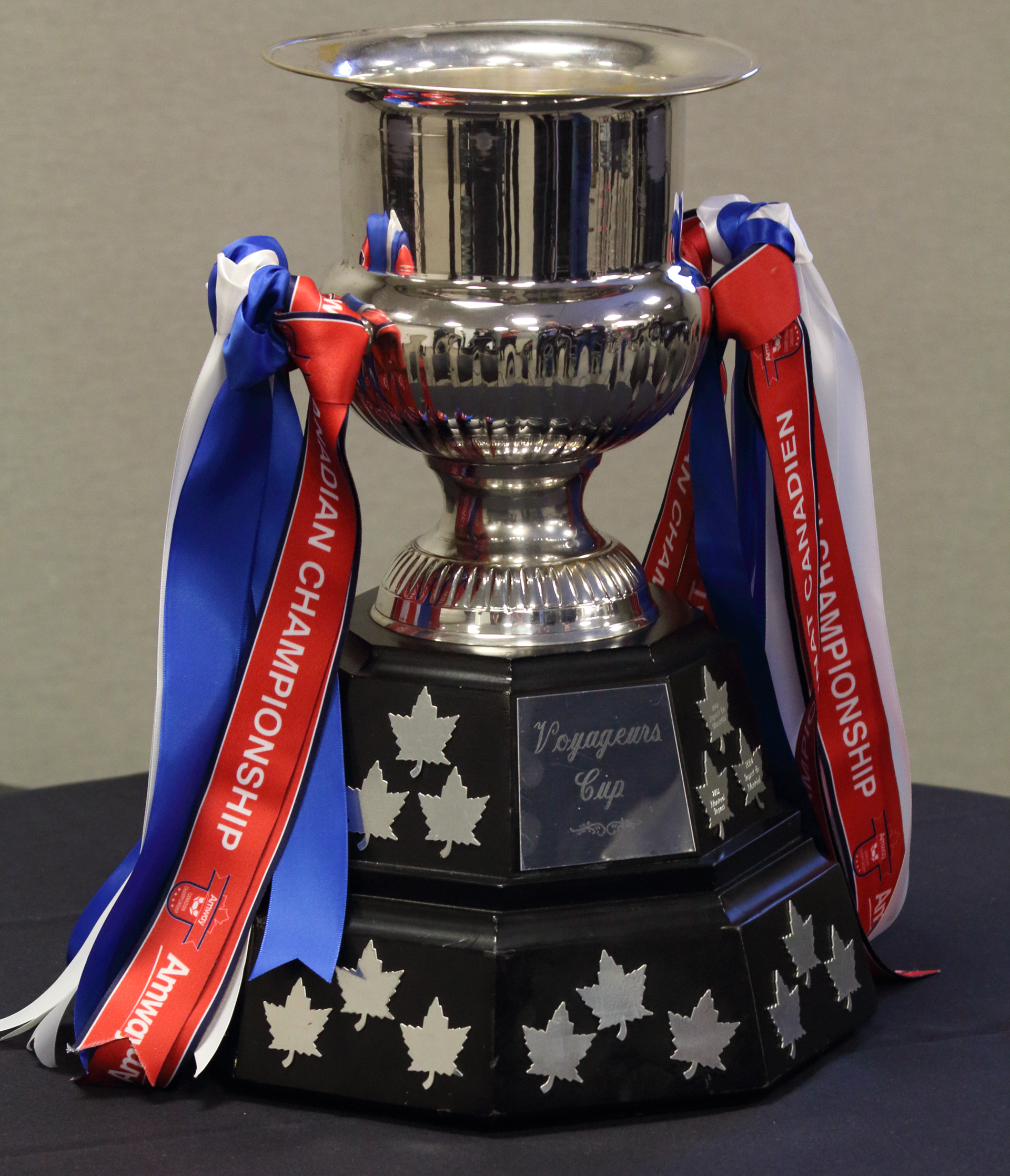
Voyageurs Cup

De winnaars van de Canadian Championship worden bekroond met de Voyageurs Cup, een trofee die in het verleden werd uitgereikt aan de Canadese USL First Division-club met de beste resultaten tegen de andere Canadese USL-1 teams. Voor 2008 was er geen binnenlandse bekercompetitie voor de Canadese professionele clubs; alleen een voor amateurclubs. Het was een manier van de Voyageurs, een groep supporters, om een Canadese kampioen aan te wijzen. De Voyageurs schonken de beker aan de Canadese Soccer Association om toe te kennen aan de winnaars van de Canadian Championship.

## Format
Voor de intrede van FC Edmonton bestond de Canadian Championship uit drie teams. Deze speelden in een hele competitie allemaal eenmaal uit en thuis tegen elkaar. Drie punten voor de winnaar, één bij een gelijkspel en bij gelijk aantal punten telde het doelsaldo.
Met de komst van Edmonton kwamen er vier teams. Deze werden op basis van de resultaten van het voorgaande seizoen aan elkaar gekoppeld voor de halve finales. In het knock out-model bestaan de halve finales en de finale uit twee wedstrijden. Bij gelijke stand telt het aantal uitdoelpunten.
Als gevolg van de WK voor vrouwen in 2015 vond die editie in juli en augustus plaats, en kon er geen ticket voor de CONCACAF Champions League nog worden toegewezen. In plaats daarvan ging dat ticket naar de beste Canadese Major League Soccer-club van 2014.

## Deelnemers
Huidige Canadian Championship-clubs
Voormalige Canadian Championship-clubs

## Resultaten

### Per jaar
| Jaar | Winnaar                | Runner Up              |
| ---- | ---------------------- | ---------------------- |
| 2008 | Montreal Impact        | Toronto FC             |
| 2009 | Toronto FC             | Vancouver Whitecaps    |
| 2010 | Toronto FC             | Vancouver Whitecaps    |
| 2011 | Toronto FC             | Vancouver Whitecaps FC |
| 2012 | Toronto FC             | Vancouver Whitecaps FC |
| 2013 | Montreal Impact        | Vancouver Whitecaps FC |
| 2014 | Montreal Impact        | Toronto FC             |
| 2015 | Vancouver Whitecaps FC | Montreal Impact        |
| 2016 | Toronto FC             | Vancouver Whitecaps FC |
| 2017 | Toronto FC             | Montreal Impact        |
| 2018 | Toronto FC             | Vancouver Whitecaps FC |
| 2019 | Montreal Impact        | Toronto FC             |

### Per club
| Ranking | Club                   | Winnaar | Runner Up | Deelnames | Titels                                   |
| ------- | ---------------------- | ------- | --------- | --------- | ---------------------------------------- |
| 1       | Toronto FC             | 7       | 3         | 12        | 2009, 2010, 2011, 2012, 2016, 2017, 2018 |
| 2       | Montreal Impact        | 4       | 2         | 12        | 2008, 2013, 2014, 2019                   |
| 3       | Vancouver Whitecaps FC | 1       | 7         | 12        | 2015                                     |
| 4       | FC Edmonton            | 0       | 0         | 7         |                                          |
| 5       | Ottawa Fury FC         | 0       | 0         | 5         |                                          |

### All time table
| Positie | Club                   | gs | w  | g  | v  | dv | dt | ds  | ptn |
| ------- | ---------------------- | -- | -- | -- | -- | -- | -- | --- | --- |
| 1       | Toronto FC             | 34 | 17 | 10 | 7  | 47 | 30 | +17 | 61  |
| 2       | Vancouver Whitecaps FC | 34 | 14 | 11 | 9  | 44 | 34 | +10 | 53  |
| 3       | Montreal Impact        | 34 | 8  | 10 | 16 | 38 | 48 | −10 | 34  |
| 4       | FC Edmonton            | 18 | 5  | 2  | 11 | 22 | 32 | −10 | 17  |
| 5       | Ottawa Fury FC         | 12 | 5  | 1  | 6  | 14 | 21 | -7  | 16  |

- De statistieken Vancouver Whitecaps FC zijn gecombineerd met voorloper Vancouver Whitecaps (2008 - 2010).
- In 2012 nam Montreal Impact deel in de MLS. Ook de NASL-resultaten zijn meegerekend.

## George Gross Memorial Trophy
Met de George Gross Memorial Trophy introduceerde de Canadian Soccer Association in 2008 de in Amerikaanse competities zo gebruikelijke most valuable player-ranking. De Trophy is vernoemd naar de zeer gerespecteerde voetbaljournalist George Gross (Bratislava 1923 - Etobicoke, Ontario 2008).
| Jaar | Speler             | Positie                  | Nationaliteit | Club                   |
| ---- | ------------------ | ------------------------ | ------------- | ---------------------- |
| 2008 | Matt Jordan        | Doelman                  | USA           | Montreal Impact        |
| 2009 | Dwayne De Rosario  | Aanvallende middenvelder | CAN           | Toronto FC             |
| 2010 | Dwayne De Rosario  | Aanvallende middenvelder | CAN           | Toronto FC             |
| 2011 | Joao Plata         | Aanvaller                | ECU           | Toronto FC             |
| 2012 | Ryan Johnson       | Aanvaller                | JAM           | Toronto FC             |
| 2013 | Justin Mapp        | Middenvelder             | USA           | Montreal Impact        |
| 2014 | Justin Mapp        | Middenvelder             | USA           | Montreal Impact        |
| 2015 | Russell Teibert    | Middenvelder             | CAN           | Vancouver Whitecaps FC |
| 2016 | Benoît Cheyrou     | Middenvelder             | FRA           | Toronto FC             |
| 2017 | Sebastian Giovinco | Aanvaller                | ITA           | Toronto FC             |

## Topscorers

### Eeuwige topscorers
Stand in 2013
| Pos | Naam              | Club                   | Nat                       | Goals |
| --- | ----------------- | ---------------------- | ------------------------- | ----- |
| 1   | Camilo            | Vancouver Whitecaps FC | Vlag van Brazilië         | 4     |
| 1   | Dwayne De Rosario | Toronto FC             | Vlag van Canada           | 4     |
| 3   | Chad Barrett      | Toronto FC             | Vlag van Verenigde Staten | 3     |
| 3   | Éric Hassli       | Vancouver Whitecaps FC | Vlag van Frankrijk        | 3     |
| 3   | Maicon Santos     | Toronto FC             | Vlag van Brazilië         | 3     |
| 3   | Ansu Toure        | Vancouver Whitecaps    | Vlag van Liberia          | 3     |
| 6   | Roberto Brown     | Montreal Impact        | Vlag van Pitcairneilanden | 2     |
| 6   | Alan Gordon       | Toronto FC             | Vlag van Verenigde Staten | 2     |
| 6   | Marcus Haber      | Vancouver Whitecaps    | Vlag van Canada           | 2     |
| 6   | Eduardo Sebrango  | Vancouver Whitecaps    | Vlag van Cuba             | 2     |
| 6   | Rohan Ricketts    | Toronto FC             | Vlag van Engeland         | 2     |
| 6   | Ryan Johnson      | Toronto FC             | Vlag van Jamaica          | 2     |
| 6   | Reggie Lambe      | Toronto FC             | Vlag van Bermuda          | 2     |
| 6   | Sébastien Le Toux | Vancouver Whitecaps FC | Vlag van Frankrijk        | 2     |
| 6   | Marco Di Vaio     | Montreal Impact        | Vlag van Italië           | 2     |

Cursief gedrukte namen zijn nog actief voor een Canadese club.

### Topscorers per seizoen
| Seizoen | Speler            | Club                   | Nat                         | Goals |
| ------- | ----------------- | ---------------------- | --------------------------- | ----- |
| 2008    | Roberto Brown     | Montreal Impact        | Vlag van Pitcairneilanden   | 2     |
| 2008    | Rohan Ricketts    | Toronto FC             | Vlag van Engeland           | 2     |
| 2008    | Eduardo Sebrango  | Vancouver Whitecaps    | Vlag van Cuba               | 2     |
| 2009    | Dwayne De Rosario | Toronto FC             | Vlag van Canada             | 3     |
| 2010    | Chad Barrett      | Toronto FC             | Vlag van Verenigde Staten   | 1     |
| 2010    | Philippe Billy    | Montreal Impact        | Vlag van Frankrijk          | 1     |
| 2010    | Peter Byers       | Montreal Impact        | Vlag van Antigua en Barbuda | 1     |
| 2010    | Dwayne De Rosario | Toronto FC             | Vlag van Canada             | 1     |
| 2010    | Marcus Haber      | Vancouver Whitecaps    | Vlag van Canada             | 1     |
| 2010    | Ty Harden         | Toronto FC             | Vlag van Verenigde Staten   | 1     |
| 2010    | Ansu Toure        | Vancouver Whitecaps    | Vlag van Liberia            | 1     |
| 2011    | Maicon Santos     | Toronto FC             | Vlag van Brazilië           | 3     |
| 2012    | Reggie Lambe      | Toronto FC             | Vlag van Bermuda            | 2     |
| 2012    | Ryan Johnson      | Toronto FC             | Vlag van Jamaica            | 2     |
| 2012    | Sébastien Le Toux | Vancouver Whitecaps FC | Vlag van Frankrijk          | 2     |
| 2012    | Éric Hassli       | Vancouver Whitecaps FC | Vlag van Frankrijk          | 2     |
| 2013    | Camilo            | Vancouver Whitecaps FC | Vlag van Brazilië           | 3     |